# Schulden: Die ersten 5000 Jahre
Schulden: Die ersten 5000 Jahre ist ein 2011 in englischer Sprache als Debt: The first 5,000 Years veröffentlichtes Buch des US-Amerikaners David Graeber (1961–2020), Ethnologe, Anarchist und Wirtschaftsprofessor an der London School of Economics and Political Science. Es wurde 2012 mit dem britischen Literaturpreis Bread and Roses Award for Radical Publishing ausgezeichnet und erschien im selben Jahr auf Deutsch. Graeber analysiert darin die Rolle von Schulden in der Geschichte, vor allem vor dem Hintergrund von Revolutionen und sozialen Umbrüchen, und kritisiert verschiedene grundlegende ökonomische Konzepte.

## Hintergrund
Graeber gibt als Motiv für das Verfassen des Buches an, dass Verschuldung nahezu jeden Aspekt unseres Lebens durchdringe. Er nennt hierbei Defizitfinanzierung sowie Schulden von Verbrauchern und Staat und betont, dass die meisten Menschen mindestens einen Teil des Lebens als Schuldner verbringen. Er behauptet, dass dauerhafte politische Systeme eine Lösung für die „Schuldenfalle“ finden mussten, um die Bevölkerung davor zu schützen, Sklaven oder Tagelöhner ihrer Gläubiger zu werden. Er postuliert, Platon oder Aristoteles würden, wenn sie heute leben würden, den Großteil der US-amerikanischen Bevölkerung heute für Schuldsklaven halten, und sagt, dass man einen Staat benötige, um eine solche Situation überhaupt zu schaffen.
Zu Beginn bezieht sich Graeber etwa auf die Schriften Alfred Mitchell-Innes’ von 1913 und 1914, in welchen jener darlegt, dass die in den Wirtschaftswissenschaften vorherrschenden, axiomatischen Annahmen über die Entstehung des Geldes (z. B. die Erzählung Adam Smiths) nicht den Tatsachen entsprechen würden. Graeber meint hierzu: „Kein Historiker hat Mitchell-Innes je widerlegt. Sie ignorierten ihn kurzerhand. Die Lehrbücher blieben bei ihrer Geschichte - obwohl alles dafür sprach, dass sie schlichtweg falsch war.“

## Inhalt
In Schulden: Die ersten 5000 Jahre erläutert Graeber den Mythos des Tauschhandels und die ersten Vorkommen von Schulden. Er beschreibt anhand von anthropologischen Studien, dass Handel mit einer einfachen Form des Kredits beginnt, nämlich dem Versprechen, die Entgegennahme von Waren später zu begleichen. Münzgeld sei erst mindestens 2000 Jahre später erfunden worden und Tauschhandel sei nur entstanden, wenn Geldsysteme zwischenzeitlich zusammenbrachen. Er behauptet, die Gründung des modernen Bankensystems habe zur Finanzierung europäischer Kriege gedient und die von den Zentralbanken verwalteten Schulden seien im Grunde Kriegsschulden der Regierung. Er stellt daher die Notwendigkeit der Rückzahlung von Schulden in Frage und kritisiert, dass den Entwicklungsländern der Washington Consensus aufgezwungen wurde und sie in eine schuldbasierte Abhängigkeit getrieben hat. Hierbei hinterfragt er, warum die Moral der Schulden stärker als jede andere Art der Moral ist und sonst untolerierbares Leid akzeptabel erscheinen lässt.
Zudem behandelt Graeber die moralischen Fundamente für ökonomische Beziehungen und kritisiert den vermeintlich freien Markt. Er beschreibt hierbei Ehre und Entehrung als Grundlage der zeitgenössischen Zivilisation und Wirtschaftsordnung. Geld sei nicht als Sache immanenten Werts zu verstehen, sondern nur als Verhältnis zwischen Dingen von Wert. Indem es nicht mehr als Beziehung, sondern als eigenständiger Gegenstand betrachtet worden sei, habe Geld soziale Beziehungen korrumpiert. Vermeintliche Geldschöpfer und Geldnutzer würden mit zweierlei Maß bewertet und dies habe soziale Umstürze zur Folge:

„‚Offenbar haben sich diese Leute gesagt: Wenn heute schon jeder ein Miniatur-Kapitalist werden soll, warum sollen wir dann nicht auch Geld aus nichts schaffen dürfen?‘ Jetzt erkennen sie, dass der American International Group erlaubt ist, was ihnen verwehrt ist – ein Blick auf Mesopotamien, das antike Griechenland und Rom zeigt, dass das die Inkubation sozialer Umsturzbewegungen ist. Das Schuldensystem, das auf einer ‚Schöpfung aus Nichts‘ aufgebaut ist, hat deshalb in den Augen des Anthropologen nichts mehr mit Märkten und auch nichts mit Wissenschaft zu tun (die Formeln bei AIG mussten von Astrophysikern geschrieben werden, weil sie so schwierig waren), sondern mit Theologie. Wir leben in einer Welt der doppelten Theologie, ‚eine für die Geldgeber und eine für die Schuldner‘.“

In der geschichtlichen Perspektive unterteilt Graeber die Entwicklung von Geld und Schulden in fünf Zeitalter:
1. Die Phase der frühen städtischen Zivilisationen (Ägypten, Mesopotamien, Industal, China) etwa von 3.000 v. Chr. bis 800 v. Chr.[e 7] Aufgrund der Quellenlage behandelt Graeber hauptsächlich Mesopotamien, postuliert aber ähnliche Verhältnisse für die anderen drei Regionen. Der Handel habe auf Kreditvereinbarungen beruht, Geld sei in erster Linie eine Verrechnungseinheit gewesen. Staatliche oder religiöse Autoritäten horteten große Edelmetallschätze und Warenvorräte, die Tempel oder Depots fungierten gleichzeitig als zentrale Warenumschlagplätze. Die Verschuldung von Privatleuten führte immer wieder zu sozialen Krisen, denen durch regelmäßige allgemeine Schuldenerlasse begegnet wurde.
2. Die „Achsenzeit“[e 8] von 800 v. Chr. bis 600 n. Chr. Den Begriff „Achsenzeit“ übernimmt Graeber von Karl Jaspers, erweitert aber den Zeitraum gegenüber Jaspers erheblich. Während Jaspers die philosophischen und religiösen Entwicklungen betrachtet, stellt Graeber die wirtschaftlichen Wandlungen der Zeit in den Vordergrund und betrachtet den geistigen Wandel als deren Folge. Unabhängig voneinander, aber fast zeitgleich sei in China, in Nordindien und im Mittelmeerraum Münzgeld aus Edelmetall eingeführt worden. Dies sei jeweils in einer Phase geschehen, in der in der Region zahlreiche Kleinstaaten permanent Krieg gegeneinander führten, das Münzgeld sei von den Staaten zur Bezahlung ihrer Söldnerheere eingeführt worden, da sich das bisherige Kreditsystem dazu wenig eignete: „a heavily armed itinerant soldier is the very definition of a poor credit risk“[e 9]. Das Edelmetall habe man beschafft, indem die Heere auf ihren Feldzügen Staats- und Tempelschätze plünderten, außerdem durch den massenhaften Einsatz von Sklaven (Kriegsgefangenen) in Gold- und Silberminen. Schließlich sei eine völlig auf Sklavenarbeit beruhende Ökonomie entstanden. Schuldenerlasse wurden abgeschafft, die Verelendung verarmter freier Bürger (und daraus folgende soziale Unruhen) sei durch Aussiedlung in eroberte Gebiete oder durch direkte staatliche Alimentierung (Brot und Spiele) vermieden worden. Geistige Folge des durch Münzgeld unpersönlich gewordenen Warentausches seien materialistische Anschauungen gewesen, die Profitstreben als einzige Leitschnur menschlichen Handelns postulierten. Dagegen wandten sich idealistische philosophische und religiöse Schulen, aus denen die heutigen Weltreligionen, die klassische griechische Philosophie und der Konfuzianismus hervorgegangen seien. Diese setzten sich schließlich durch, nachdem durch die Bildung von Großreichen die Basis der Eroberungsökonomien wegfiel.
3. Das „Mittelalter“[e 10] von 600 bis 1450. Die Zeit der freien Dorfmarken des frühen europäischen Mittelalters, sowie der freien Städte, Kommunen und Stadtbünde des Hochmittelalters.
4. Das „Zeitalter der großen kapitalistischen Imperien“[e 11] von 1450 bis 1971.
5. Graeber beendet sein Buch mit der heutigen Phase ab der Aufhebung des Goldstandards des US-Dollars am 15. August 1971, genannt „Der Anfang von etwas, das noch nicht bestimmt werden kann“ („The Beginning of Something Yet to Be Determined“).[e 12]

## Auszeichnungen
- 2012: Bread and Roses Award for Radical Publishing
- 2012: proZukunft Top Ten der Zukunftsliteratur 2012 (ausgewählt von der Robert-Jungk-Bibliothek für Zukunftsfragen)

## Rezensionen
Rezensionen sehen das Werk im Zusammenhang mit verschiedenen sozialen Protesten seit 2011. (Proteste in Spanien 2011/2012, Arabischer Frühling, Proteste in Griechenland 2010–2012, Occupy Wall Street). Die Financial Times vergleicht das Werk mit denen von Marcel Mauss, Karl Polanyi und Keith Hart.
Für Frank Schirrmacher, den damaligen Herausgeber der Frankfurter Allgemeinen Zeitung, zeigt das Buch, dass „praktisch alle Aufstände, Umstürze und sozialen Revolutionen der europäischen Geschichte […] aus einer Situation der Überschuldung entstanden“ seien. Dabei seien Schulden eine Kategorie, die nicht allein der Deutungshoheit des Systems der „scheinbar ökonomischen Realität“ überlassen werden dürfe. Denn Schulden seien im Kern „ein moralisches Prinzip und eine moralische Waffe'“, und zwar seit der Zeit Mesopotamiens ein machtgebundenes. „Käme Plato mit einer Zeitmaschine zu uns […], er würde sich nicht wundern, Menschen zu sehen, die arbeiten müssen, nicht um ihr Leben zu leben, sondern um eine Schuld zu bezahlen, für die ihr Leben gar nicht ausreicht. Zu seiner Zeit nannte man sie Sklaven.“ In der Antike etwa wurden immer wieder Schulden erlassen und das Land neu verteilt.
Für Thomas Meaney in der New York Times behandelt „Graeber, in der besten Tradition der Ethnologie, Schuldenobergrenzen, Subprime-Hypotheken und Credit Default Swaps als wären sie exotische Praktiken eines selbstzerstörerischen Stammes. Das Buch, geschrieben in frechem, einnehmenden Stil, ist zudem eine philosophische Untersuchung über die Natur von Schuld – woher sie kam und wie sie entstand.“
Der ehemalige Chefvolkswirt der Deutschen Bank Thomas Mayer stützt sich in seiner Analyse der Zentralbankwirtschaft im Kontext der Entstehung der Kreditwirtschaft auf Graebers Buch.

## Ausgaben
- David Graeber: Debt: The First 5,000 Years. Melville House, New York 2011, ISBN 978-1-933633-86-2 (englisch).
  - deutsch: Schulden: Die ersten 5000 Jahre. Klett-Cotta, Stuttgart 2012, ISBN 978-3-608-94767-0 (Hörbuch: München 2015).